# Obertorturm Ballenstedt

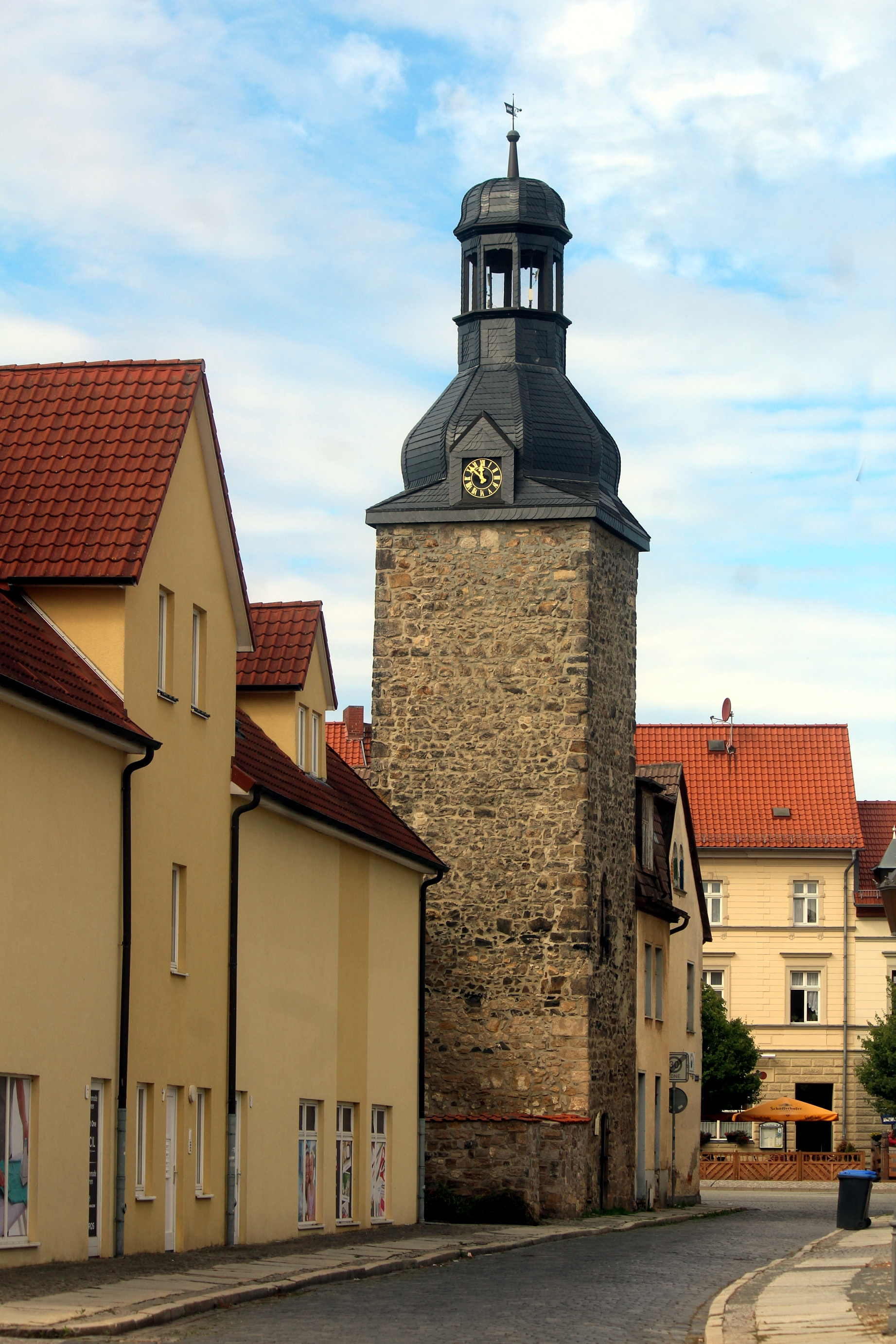
Oberturm Ballenstedt

Der Obertorturm (auch Oberturm) ist ein zur historischen Stadtbefestigung gehörender Stadttorturm in der Stadt Ballenstedt im Landkreis Harz in Sachsen-Anhalt.

## Lage
Der Torturm befindet sich am westlichen Ende der Breiten Straße in Ballenstedt nahe der Mündung in den Breitscheidplatz und somit am Stadtausgang gen Schloss, zu dem heute die Achse Schloßstraße – Anhaltiner Platz – Allee führt. Zudem erfolgte hier die Anbindung an die Chaussee nach Quedlinburg (Poststraße), an die das Gelbe Haus im Westen der Stadt erinnert.

## Geschichte und Gestalt
Da Ballenstedt erst im 16. Jahrhundert zur Stadt erhoben wurde, erhielt es auch erst in der Mitte des Jahrhunderts eine eigene Stadtbefestigung. Im Fall des Obertores kann diese gut datiert werden, da angenommen wird, dass die Verleihung der Stadtrechte um 1544 erfolgte. Am Alten Rathaus hat sich zudem das Wappen des Obertores erhalten. Es stammt von Fürst Wolfgang von Anhalt-Köthen und trägt die Jahreszahl 1551, so dass dieses wohl als Jahr der Fertigstellung der Anlage gelten darf. Zudem ist das Fenster an der Nordseite gotisch gestaltet, so dass der Turm noch in die Spätgotik gehören dürfte.
Während sich das Tor selbst nicht erhalten hat und wohl im 18. Jahrhundert abgerissen wurde, steht der Torturm bis heute an der historischen Stelle. Der quadratische Bruchsteinturm besitzt einen Turmhelm aus den Jahren 1718/1719 mit Turmuhr, Belvedere und Welscher Haube. Der ehemalige Torturm steht als Baudenkmal unter Denkmalschutz und ist im Denkmalverzeichnis mit der Nummer 094 50227 erfasst. Er wurde letztmals im Jahr 2001 saniert, wobei auch die barocke Haube wieder erstand, die zeitweise durch eine gewalmte Haube ersetzt gewesen war. Diese 1972 geschaffene Haube bestand aus Asbestziegeln und musste daher beseitigt werden.